# Neodythemis hildebrandti
Neodythemis hildebrandti – gatunek ważki z rodziny ważkowatych (Libellulidae).